# Andrew Juxon-Smith
Brigadeiro Andrew Terence Juxon-Smith (30 de novembro de 1931 – 1996) foi um político e oficial militar crioulo serra-leonês. Entre 27 de março de 1967 e 18 de abril de 1968, foi Presidente do Conselho Nacional de Reforma e Governador-Geral em exercício, equivalente a chefe de Estado da Serra Leoa. Também foi Ministro das Finanças. Ele e o Conselho foram depostos em abril de 1968 por um grupo de oficiais militares de baixo escalão liderados por John Amadu Bangura que restaurou o governo parlamentar sob Siaka Stevens. Mais tarde, mudou-se para os Estados Unidos e morreu em Stapleton, Nova York.

## Vida
Juxon-Smith ingressou no exército em 1951 e formou-se na Real Academia Militar de Sandhurst. 
Ele assumiu o poder em Serra Leoa por meio de um golpe de Estado em 27 de março de 1967, como presidente do Conselho Nacional de Reforma (NRC). Foi deposto por um militar liderado por John Amadu Bangura e Patrick Conteh, quase um ano depois, em 18 de abril de 1968.  Juxon-Smith foi inicialmente condenado à morte por traição e depois cumpriu cerca de sete anos de prisão. Após sua libertação, deixou Serra Leoa e mudou-se para os Estados Unidos. 
Foi casado e teve pelo menos três filhos, incluindo Solomon Juxon-Smith, que reside na cidade de Nova York como gerente de supermercado (em julho de 2017). 
A vida de Juxon-Smith é tema do documentário A Forgotten Past, dirigido por Andreas Hadjipateras em 2018.